# Słoweńska Akademia Nauki i Sztuki
Słoweńska Akademia Nauki i Sztuki (słoweń. Slovenska akademija znanosti in umetnosti, SAZU) – główna akademia Słowenii, zajmująca się nauką i sztuką. Zrzesza grupę najlepszych słoweńskich naukowców i artystów, członków akademii. Praktykuje regulację języka słoweńskiego.

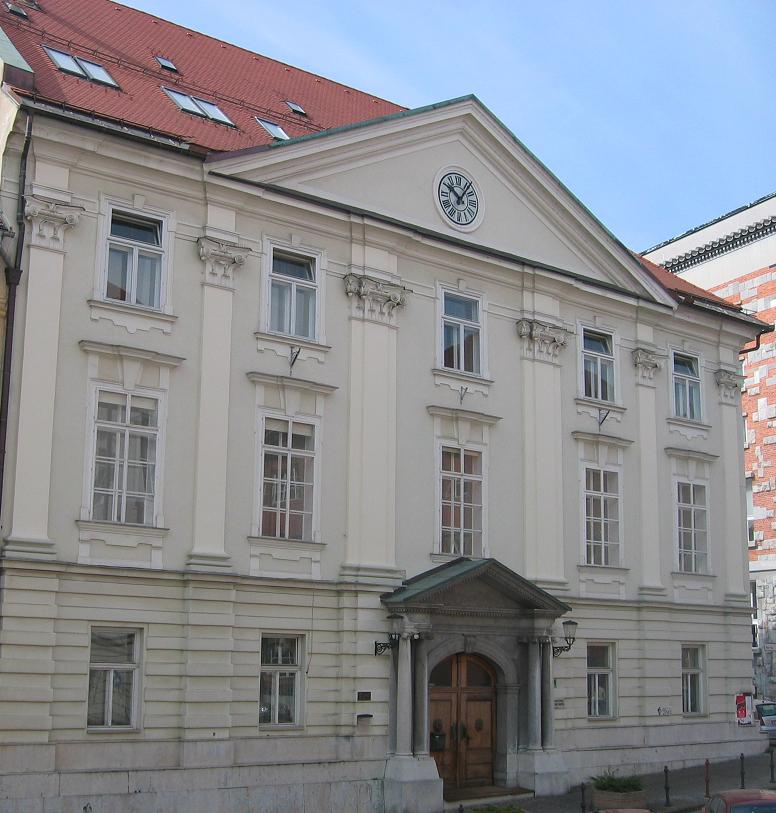
Lontovž, aktualna siedziba SAZU na nowym rynku w Lublanie

Budynek Lontovž (z niem. Landhaus) jest obecną siedzibą akademii i znajduje się na nowym rynku w Lublanie.
Akademia została założona w 1938 roku.
26 stycznia 1943 roku została zaakceptowana przez Narodową Akademię Włoską (Consiglio Nazionale delle Academie).
Posiada maksymalnie 60 pełnoprawnych członków i 30 członków stowarzyszonych urzędujących w Lublanie.
W 2014 odznaczona Orderem za Wybitne Zasługi.